# 废柴特工
是一部2015年美国动作喜剧电影，由尼玛·诺里扎德导演，麥克斯·蘭迪斯编剧。演员阵容有杰西·艾森伯格、克里斯汀·斯图尔特、托弗·格雷斯、康妮·布里登、沃特·戈金斯、比尔·普尔曼和托尼·海尔。该片于2015年8月21日由狮门影业在美国发行，9月17日香港上映，9月25日台湾上映，2016年4月14日在中国大陆上映。

## 剧情
迈克·豪威尔（杰西·艾森伯格 饰）住在西弗吉尼亚州边陲小城泻湖镇，是一位瘾君子，在一家便利店当职员。他正计划着向长期女友菲比·拉尔森（克里斯汀·斯图尔特 饰）求婚。就在此时，在中情局总部，特工维多利亚·拉塞尔（康妮·布里顿 饰）得知她的敌手、用“硬汉”（Tough Guy）计划取代她那不成功的“智者”计划的阿德里安·耶茨（托弗·格雷斯 饰）想要除掉“智者”计划仅剩的幸存者迈克。深感有义务保护迈克，拉塞尔前往潟湖镇，用一连串代码“激活”迈克。岂料迈克嗑药过量，对代码的含义一头雾水，拉塞尔只能心灰意冷地离开。
刚出门，迈克便被在他的车子里装炸弹两名耶茨的手下偷袭，但他所受的训练使他三兩下便撂倒他们。由于罪行太过明显，警方将迈克抓走，迈克在万分惊恐之中打电话让菲比过来找他。之后，耶茨又叫了两名“硬汉”计划的行动人员“笑鸽”（沃特·戈金斯 饰）和“仙鹤”（莫妮卡·甘德顿 饰）去警察局幹掉迈克·菲比。但迈克带着菲比去了他的毒友罗斯（约翰·雷吉扎莫 饰）的公寓楼，罗斯极不情愿地掩护了他们，使得他们躲开“笑鸽”并杀死“仙鹤”。耶茨封锁了整个小镇，还在当地新闻中贴出拉塞尔和迈克的头像。拉塞尔去找她的前助手皮蒂·道格拉斯（托尼·海尔 饰），给她弄支枪，让她保护自己和迈克。耶茨找到佩蒂，用背叛组织的罪名威胁他，使得拉塞特进一步的求助被拒绝。耶茨之后带着三名特工用致命毒气攻入罗斯的公寓，罗斯和他的两个保安被杀死。而菲比在她所熟悉的毒气中救出迈克。被问及为什么熟悉毒气时，菲比不情愿地透露她是被委派来帮助迈克的中情局特工，这让迈克伤透了心。
“笑鸽”伏击两人，抓走了菲比。迈克被拉塞特救出并带回到家中。他得知自己由于留有案底而志愿加入“智者”计划，在这之后他的记忆都被抹去了。他还知道菲比最初的任务是让他在潟湖镇安家，之后便可以离开，不过，菲比跟他坠入爱河而选择留下。话说到一半，耶茨的手下就追踪到迈克，迈克和拉塞特将他们击退，这又迫使耶茨发动无人机袭击小镇。佩蒂拒绝遵守他的命令，暗中向耶茨的上司拉蒙德·克鲁格（比尔·普尔曼 饰）。迈克找到耶茨，安排拿自己跟菲比交换。他放了一大堆烟花，招来了耶茨所有的手下。在之后的对决中，他击败了“笑鸽”，但获悉“笑鸽”精神失常而且是被耶茨强行招入“硬汉”计划的，于是放过了他。耶茨试图带着菲比离开，但菲比机智逃脱，耶茨被拉塞特抓获，拉塞特快把他打死前被克鲁格干涉阻止。
迈克找到菲比，在骑警的枪口下向菲比求婚。而在雨中的树林里，克鲁格跟双膝跪地被绑到一起的耶茨和拉塞特谈话。耶茨表示如果得到了想要的结果，克鲁格做什么都可以。克鲁格承认他赞成耶茨所做的任何事，只要能得到成功的结果，这时耶茨傻乎乎地认为克鲁格放过了自己，岂料自己站起身来被克鲁格一枪打死。拉塞特说服克鲁格放过自己，迈克打敗耶茨所有的手下，证明他得到了宝贵的财富，“智者”计划已经成功。半年后，迈克和菲比被派往菲律宾执行任务，找回自我的两个人幸福快乐地生活在一起。

## 演员
- 杰西·艾森伯格 饰 迈克·豪威尔（Mike Howell）
- 克里斯汀·斯图尔特 饰 菲比·拉尔森（Phoebe Larson）
- 托弗·格雷斯 饰 阿德里安·耶茨（Adrian Yates）
- 康妮·布里顿（英语：Connie Britton） 饰 维多利亚·拉塞尔（Victoria Lasseter）
- 沃特·戈金斯 饰 “笑鸽”（Laugher）
- 约翰·雷吉扎莫 饰 罗斯（Rose）
- 比尔·普尔曼 饰 拉蒙德·克鲁格（Raymond Krueger）
- 托尼·海尔 饰 彼得·“佩蒂”·道格拉斯（Peter "Petey" Douglas）
- 莫妮卡·甘德顿（英语：Monique Ganderton） 饰 “仙鹤”（Crane）
- 斯图尔特·格利尔（英语：Stuart Greer） 饰 警长伯尼·沃茨（Sheriff Bernie Watts）
- 拉威尔·克劳福德（英语：Lavell Crawford） 饰 大霍华德（Big Harold）
- 迈克尔·帕帕约翰（英语：Michael Papajohn） 饰 欧迪斯（Otis）
- 纳什·艾德顿（英语：Nash Edgerton） 饰 比德尔（Beedle）

## 制作
主体拍摄2014年4月14日在新奥尔良开始，六月中旬杀青。

## 发行
2013年11月21日，飞天仙女发行公司（Apsara Distribution）宣布取得影片海外发行权。2014年3月1日，狮门影业宣布收购电影北美版权。2015年4月30日，狮门宣布影片定档2015年8月21日。
2015年5月14日，MTV公布第一批剧照和两款先导版海报。2015年5月28日，Yahoo! 电影公布电影限制级预告片。

## 發行

### 评价
影片获得影评人褒贬不一的评价。烂番茄基于148条评论，给予影片43%的“新鲜度”，平均得分5.4/10分。网站共识指出：“《废柴特工》有点有意思的点子，但和它那死板的主角一样，影片太容易偏题，没能发掘出真正的潜力。”Metacritic根据31条评论打出50/100分，表示“好坏参半”。影院评分表示从A+级到F级，影片观众平均得分“B-”。
《卫报》的马克·科莫德给予影片2星评价（满分5星）：“杰西·艾森伯格和克里斯汀·斯图尔特勇敢献出一道暴力多多，笑点少得可怜的无政府主义大杂烩。”《麦卡莱斯特首府新闻报》的大卫·迪氏曼（David Dishman）写道：“《废柴特工》在‘没有比铁石心肠的冷血杀手更恐怖的事情’的口号下自吹自擂，虽然他们或许是对的，但冷血杀手电影毫无亮点可言。”
《滚石》的彼得·崔維斯给予影片2星评价（满分4星）：“电影的扭曲魅力很快便让位给血淋淋的飞溅物。艾森伯格和斯图尔特卖力地喷血。电影承载的东西没有那么多。”《纽约时报》的尼尔·根茨林格给影片的评价中肯：“许多东西老生常谈，艾森伯格先生和斯图尔特女士也不是特别的黔驴技穷。但迈克找到利用家用物品的搞怪路子为自己，沃特·戈金斯和约翰·雷吉扎莫盘活了愚蠢小角色的潜质，剧情有一到二次的漂亮转折，你最好去空调剧场看片。”
兰迪斯在接受红纸信媒体采访时谈到了电影的糟糕的评价和票房表现。

### 票房
影片票房表现差强人意，北美地区收益1444.0985万美元，海外收益1269.8539万美元，全球总票房2713.9524美元。预算2800万美元。
上映首周末，影片入账550万美元，在票房榜上位列第六，在当周新上映作品中排行第三，位居《凶兆2：雙瘋》（1050万美元）和《代号47》（830万美元）之后。